# Паисий I
Паисий I Яневац (серб. Пајсије I Јањевац) — патриарх сербский (1614—1646), из митрополитов Новобрда.
По ходатайству митрополита скопльского Симеона, царь Михаил Феодорович в 1641 году выдал жалованную грамоту на имя сербского архиепископа Паисия в его «Петцкой Вознесенский монастырь» на приезд в Москву за милостыней после семи или восьми лет. Но уже в 1643 году прибыл на русскую границу печский архимандрит Кентирион за милостыней. Из грамоты, посланной архимандритом к царю из Путивля, видно, что Паисий, почти столетний старец, находился в «неволе в турской земле, сидел в железах» и «ради дани впал в великий долг».
Написал «житие» царя Уроша и службу ему, а также «Повесть вкратце о праведном Стефане Щиляновиче, деспоте сербском» (умер в 1515). 